# Скворцов, Дмитрий Филиппович
Дмитрий Филиппович Скворцов (10 октября 1911, Барнаульский уезд, Томская губерния — 12 мая 1980, Новосибирская область) — командир орудия 971-го артиллерийского полка (110-я стрелковая дивизия, 50-я армия, 3-й Белорусский фронт), старший сержант.

## Биография
Дмитрий Филиппович Скворцов родился в крестьянской семье в селе Шагаловка Барнаульского уезда Томской губернии (ныне Инюшево Тальменского района Алтайского края). В 1924 году окончил 4 класса школы, работал трактористом в колхозе.
В июле 1941 года Залесовским райвоенкоматом Алтайского края был призван в ряды Красной армии. На фронтах Великой Отечественной войны с 15 мая 1942 года.
Наводчик орудия младший сержант Скворцов в боях в Гомельской области огнём орудия с открытой позиции уничтожил 2 пулемёта, 25 солдат противника и подавил огонь миномётной батареи. Кроме того в боях у деревни Кузьминичи в составе батареи отбил 2 контратаки противника. Приказом по 971-му артиллерийскому полку от ноября 1943 года он был награждён медалью «За боевые заслуги».
5 июля 1944 года противник предпринял наступление большими силами при поддержке артиллерии в районе деревень Дерган и Плебанцы в Минской области. Красноармеец Скворцов в составе расчёта орудия уничтожил метким огнём до 80 солдат и офицеров противника, автомашину с пехотой, бронетранспортёр и 2 пулемёта с расчётами. Приказом по 110 стрелковой дивизии от 22 июля 1944 года он был награждён орденом Славы 3-й степени.
В бою по отражению сильной контратаки противника, который 22 августа 1944 года при поддержке танков и самоходной артиллерии атаковал позиции Красной армии у деревни Порыте-Яблонь в 3,5 км северо-западнее города Замбрув Подляшского воеводства, наводчик орудия младший сержант Скворцов уничтожил 1 танк и 40 солдат противника. В том же бою заменил раненого командира орудия и подбил ещё 1 танк и уничтожил 25 солдат противника. Приказом по 49-й армии 2-го Белорусского фронта от 22 октября 1944 года он был награждён орденом Славы 2-й степени.
Принимая участие в боях в Восточной Пруссии (Варминско-Мазурское воеводство) по уничтожению окружённой группировки противника западнее города Гейльсберг (Лидзбарк-Варминьски) 4 февраля — 5 марта 1945 года старший сержант Скворцов:

23 февраля в боях за деревню Хильденен в 9 км северо-восточнее города Мельзак (Пененжно) своим орудием прямой наводкой при отражении контратаки противника, поддержанной самоходными пушками, уничтожил 3 пулемёта, подавил огонь 2-х дзотов, ведя огонь под разрывами снарядов и не уходя в укрытие.

В боях за деревню Мюнген он был ранен, но поле боя не покинул, продолжая уничтожать огневые точки противника.

В период наступательных боёв обеспечил хорошую поддержку наступающим стрелковым подразделениям, отразив в составе батареи 6 контратак противника и уничтожил при этом 5 пулемётов, подавил огонь 6 дзотов, разбил 4 подводы с грузом, подавил противотанковое орудие и уничтожил до 50 солдат и офицеров противника. Указом Президиума Верховного Совета СССР от 29 мая 1945 года он был награждён орденом Славы 1-й степени.
Старшина Скворцов был демобилизован в сентябре 1945 года. Жил в селе Маршанское, работал животноводом в совхозе «Маршанский» Каргатского района Новосибирской области.
Скончался Дмитрий Филиппович Скворцов 12 мая 1980 года.

## Память
- Похоронен в селе Маршанское.